# Obléhání Edessy
Obléhání Edessy se táhlo od 28. listopadu do 24. prosince roku 1144. V důsledku dobytí Edessy padla většina území křižáckého Hrabství Edessy do rukou Turků.

## Předchozí události
Edesské hrabství bylo prvním křižáckým státem, který západní křesťané na Blízkém východě po první křížové výpravě založili. Bylo nejseverněji položené, vnitrozemské, nejizolovanější a ve srovnání s ostatními křižáckými královstvími vojensky nejslabší. Bylo zcela obklopené územím v rukách tureckých vládců, Danišmendovců, Artukidů a Seldžuků. V roce 1104 byli v bitvě u Harranu poraženi a zajati hrabě Balduin Le Bourg a jeho nástupce Joscelin I. z Courtenay a později znovu v roce 1122. Joscelin I. poté zrestauroval hrabství a až do své smrti roku 1131, kdy padl v bitvě s Turky, jej bránil. Jeho místo zaujal nerozhodný Joscelin II. a tíživá situace jej donutila spojit se s Byzantskou říší. Hrabě z Edessy byl však stále vazalem krále v Jeruzalémě. V roce 1143 však král Fulko i byzantský císař Jan II., kteří Edesské hrabství chránili před mosulským atabegem Zengím, zemřeli. S ostatními křižáckými vládci Raimondem z Poitiers v Antiochii a hrabětem z Tripolisu Raimondem II. se Joscelin II. nepřátelil, ti tak pro záchranu ohrožené Edessy neudělali vůbec nic.

## Obléhání města
Roku 1144 uzavřel Joscelin II. spojenectví s Artukidským vládcem v Diyarbakıru Kara Aslanem proti vzrůstající moci Zengího. Zengí, který se rozhodl smrt jeruzalémského krále Fulka využít ve svůj prospěch přispěchal s armádou k Edesse. Přitom vymyslel na křižáky léčku. Vylákal s malým oddílem hlavní Joscelinovo vojsko od města, aby hlavní voj Joscelina II. obešel a Edessu zanechanou prakticky bez obránců napadl.
Obranu ve městě převzal za nepřítomného hraběte latinský biskup Hugo II. a s ním i biskup arménských monofyzitů Jan a jakobitský biskup Basileios. Když se Joscelin II. dozvěděl od obležení města, rozhodl se nezaútočit okamžitě na obléhatele, ale stáhl se do pevnosti Turbessel, ležící západně od Eufratu. Jeruzalémské vojsko se okamžitě vydalo na sever Edesse na pomoc, ale bylo příliš daleko na to, aby mohlo včas účinně zasáhnout. Kníže v Antiochii Raimond i tripolský hrabě volání o pomoc ignorovali a situaci z povzdálí přihlíželi.
Zengí zatím nechráněné město obklíčil a nechal začít budovat obléhací zařízení a podkopávat městské hradby. Mezitím také vyjednával podporu mezi místními seldžuckými kmeny a Kurdy. Obyvatelé Edessy se snažili, navzdory špatné výzbroji a prakticky nulovému vojenskému výcviku a zkušenostem, klást odpor. Avšak díky nezkušenosti obránců se stalo, že některé věže nebyly obsazeny a také si nevěděli rady i nepřátelskými ženisty podkopávajícími zdi. 24. prosince se Zengí rozhodl pro generální útok. Muslimští vojáci zaútočili po celé délce hradeb a bez větších problémů pronikli do města a zabili každého, komu se nepodařilo utéct do Maniakovy citadely. Další lidé byli panikařícím davem ušlapáni, včetně biskupa Huga II. Samotná citadela vzdorovala ještě dva dny, než padla.
Turečtí vojáci začali ve městě okamžitě plundrovat. Zengí poté rozkázal drancování zastavit a nechal shromáždit veškeré přeživší Edessany. Všichni křesťané západního ritu byli buď povražděni nebo prodání do otroctví. Východní křesťané byli ušetřeni, avšak Arméni, kterým Zengí nedůvěřoval se museli vystěhovat a místo nich byly pozvány do Edessy několik set židovských rodin, které byly v muslimské společnosti považovány za loyálnější. Poarabštělí syrští jakobité však byli pod Zengího výslovnou ochranou. Novým místodržícím v Edesse se stal jeden z Zengího velitelů Zaíd ad-Dín Ali Kučuk, zatímco jakobitský biskup Basileios, který muslimům přislíbil svou loyalitu se poté stal náboženským vůdcem křesťanské komunity.

## Důsledky

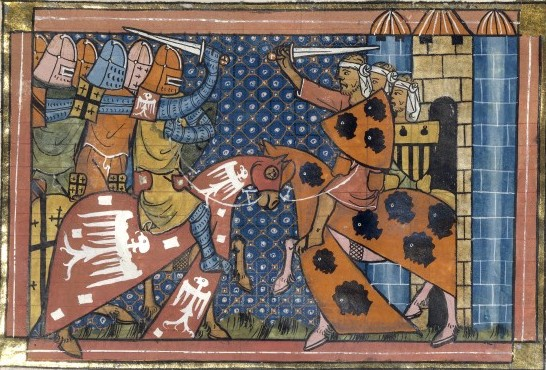
Snaha o znovudobytí Edessy roku 1146

V lednu roku 1145 Zengí obsadil oblast Saruj a oblehl město Birecik. Mezitím konečně na sever dorazilo jeruzalémské vojsko vedené královským kontáblem Manassèm de Hierges, které se spojilo s Joscelinem II. Zengí se také dozvěděl o problémech v mezopotámském Mosulu a na severu se již nemohl déle zdržovat. Jeho úspěch v boji proti křižákům z něj učinil hrdinu v muslimském světě. Bagdádský chalífa mu udělil titul sultána z Mosulu a Aleppa, čímž přestal být Zengí pouhým vojenským náčelníkem. Získal také své přízvisko al Malik al Mansúr – vítězný král. Zengí již tedy netáhl proti zbývajícím teritoriím ležícím na západ od Eufratu a jeruzalémská a edesská vojska je ubránila proti nájezdům tureckých náčelníků. Přesto však kousek po kousku křižáci svá území ztráceli ve prospěch Turků i Byzantinců. Novým hlavním městem se stal Turbessel.
V roce 1146 byl Zengí svým eunuchem Jarankešem zavražděn a jeho místo zaujali jeho synové. Po smrti muslimského vladaře se Joscelin II. rozhodl v říjnu 1146 využít situace k znovudobytí Edessy. Joscelin II. však byl na celé tažení sám, ani tentokrát žádnou pomoc od ostatních křižáckých panovníků neobdržel a nový vládce v Aleppu Núr ad-Dín jeho armádu rozprášil.
Zprávy o pádu Edessy otřásly křesťanskou Evropou. Papež Evžen III. vyhlásil druhou křížovou výpravu, které se účastnil také francouzský král Ludvík VII. a římsko-německý král Konrád III. Je zaznamenána také účast oddílů i velmožů z českých zemí. Křížová výprava však nedosáhla žádných významných vojenských úspěchů a Edessa již nebyla křižáky nikdy znovu dobyta.